# Miccosukee (Floride)
Miccosukee est une census-designated place du comté de Leon, dans la région de Big Bend, dans l'État de Floride, aux États-Unis,. En 2020, elle compte une population de 383 habitants.